# Miguel Ángel López (football)
Pour les articles homonymes, voir Miguel Ángel López, Miguel López et López.
Miguel Ángel López Elhall , né le 1er mars 1942 à Ticino (es) (province de Córdoba, Argentine) et mort le 7 juillet 2025 à Barranquilla (Colombie), est un joueur et entraîneur de football argentin.

## Biographie
Formé à Estudiantes de La Plata (1960-1966), passé par Ferro Carril Oeste (1967) et River Plate (1968-1970), Miguel Ángel López est titulaire comme défenseur au sein de la grande équipe du CA Independiente du début des années 1970. Il y remporte la Coupe intercontinentale 1973 ainsi que la Copa Libertadores quatre années d'affilée, de 1972 à 1975. Il est également champion d'Argentine en 1971 avec Independiente et de Colombie en 1976 avec l'Atlético Nacional pour sa dernière saison comme joueur.
Devenu entraineur à l'Atlético Nacional, en 1977-1978 puis 1982, il fait ensuite des aller-retours en Amérique du Sud : il prend en charge notamment Argentinos Juniors (1979), Independiente (1980 puis 1995, où il gagne la Supercopa Sudamericana), Boca Juniors (1983), Ferro Carril Oeste (1988) en Argentine ; l'América de Cali, Junior de Barranquilla (1989), l'Atlético Junior (1999, 2004 et 2007) en Colombie ; le Club América (1985), Chivas de Guadalajara (1990-1991), Santos Laguna (1994-1995, 1998), Toluca (1995-1996), Puebla (2002) au Mexique. Il remporte le championnat de Mexique en 1985 et celui de Colombie en 2004. Il quitte le continent à deux reprises, en 2000 et 2003, pour entrainer respectivement Al-Ahli SC (Djeddah) en Arabie Saoudite et le Club Deportivo Badajoz en Espagne. En 2013, il est de retour sur le banc de l'Atlético Junior.

## Palmarès

### Joueur
- Vainqueur de la Coupe intercontinentale en  1973 avec le CA Independiente
- Vainqueur de la Copa Libertadores en 1972, 1973, 1974 et 1975 avec le CA Independiente
- Vainqueur de la Copa Interamericana en 1973 et 1974 avec le CA Independiente
- Champion d'Argentine en 1971 avec le CA Independiente
- Champion de Colombie en 1976 avec l'Atlético Nacional

### Entraîneur
- Vainqueur de la Supercopa Sudamericana en 1995 avec le CA Independiente
- Champion du Mexique en 1984-1985 et 1985 avec le Club América
- Champion de Colombie (tournoi de clôture) en 2004 avec l'Atlético Junior